# Markus Wuckel
Markus Wuckel (* 5. April 1967) ist ein ehemaliger deutscher Fußballspieler und heutiger -trainer. In der höchsten Spielklasse des DDR-Fußballs, der Oberliga, spielte er für die BSG Stahl Brandenburg und den 1. FC Magdeburg. Er ist vierfacher Nationalspieler der DDR-Auswahl.

## Sportliche Laufbahn

### Gemeinschafts-, Club- und Vereinsstationen

#### In der DDR
Wuckel begann seine Karriere im Nachwuchs der BSG Stahl Blankenburg und wechselte später in den Nachwuchsbereich des 1. FC Magdeburg. Mit den Bördestädtern errang er schon im Sommer 1980 überregionale Aufmerksamkeit, als die Kinderelf der Magdeburger nach einer 0:3-Finalniederlage gegen den BFC Dynamo den Silberrang in der DDR-Kindermeisterschaft (Altersklasse 12/13) erreichte. In der Premierensaison der Juniorenoberliga 1983/84 tauchte er im Aufgebot des FCM in seinem ersten A-Jugendjahr auf. Zur Saison 1984/85 wurde Wuckel zur BSG Stahl Brandenburg abgegeben, die durch den Aufstieg der Männermannschaft in die Oberliga mit ihrer Juniorenmannschaft in der höchsten Spielklasse dieser Altersstufe im DDR-Fußball antrat. Allerdings fehlten dem Kader qualitativ hochwertige Nachwuchsspieler, wie sie an den Kinder- und Jugendsportschulen für die Fußballclubs ausgebildet wurden. Trainer Axel Leonhardt sprach in einem Interview mit dem Fachblatt fuwo nach dem Saisonauftakt davon, dass in seinem Team „nur wenige Spielern mit leistungssportlichen Erfahrungen stehen“. Daher war der DFV-Nachwuchsauswahlspieler, der wohl aus disziplinarischen Gründen vom 1. FC Magdeburg zu einer Betriebssportgemeinschaft delegiert worden war, eine willkommene Verstärkung der Stahl-Junioren.
Da der kräftige Stürmer im U-18-Bereich überzeugte, debütierte er am 16. März 1985, wenige Wochen vor seinem 18. Geburtstag, beim Heimsieg der Stahl-Elf unter Trainer Heinz Werner gegen den FC Karl-Marx-Stadt in der Männeroberliga. Das DFV-Organ fuwo urteilte zum Einstand, dass sein erfahrener Gegenspieler Frank Uhlig „gegen die einsatzstarken, teilweise unorthodoxen Aktionen des Brandenburger Heißsporns (...) kaum jemals die richtige Einstellung“ fand. Insgesamt absolvierte Wuckel in der Saison 1984/85 seine ersten neun Erstligapartien, in denen er einen Treffer erzielte. In der Juniorenoberliga hatte er als erfolgreichster Stahl-Angreifer in dieser Saison, die die Elf als Zwölfter beendete, achtmal getroffen.
Zur Saison 1985/86 wurde Wuckel wieder an die Elbe zum FCM zurückgeholt. Dort hatten die langjährigen Leistungsträger Jürgen Pommerenke, Siegmund Mewes und vor allem Joachim Streich aufgehört, wobei letzterer umgehend in die Rolle des verantwortlichen Oberligatrainers rückte. Wuckel konnte sich nach seinem Wechsel umgehend in der Mannschaft des dreimaligen DDR-Meisters behaupten und schoss am sechsten Spieltag beim torreichen 4:4-Remis gegen Zwickau sein erstes Tor für den FCM. Insgesamt stand er in seiner ersten vollen Oberligasaison in 25 von 26 Partien auf dem Platz und erzielte dabei sieben Tore. Mit Platz vier qualifizierte sich der FCM zudem für den UEFA-Cup, schied dort aber gleich in der ersten Runde gegen Athletic Bilbao aus. In den drei folgenden Spielzeiten bis zum Ende der Saison 1988/89 stand Wuckel in 70 von 78 Spielen auf dem Platz und schoss 29 Tore. Dennoch stagnierten die Magdeburger in der Meisterschaft und belegten nur Mittelfeldplätze, ohne sich für europäische Wettbewerbe qualifizieren zu können.
Erst in der von politischen Verwerfungen stark geprägten Saison 1989/90 ging es mit den Elbestädtern wieder aufwärts. Anders als viele Oberligakonkurrenten konnten sie einen personellen Aderlass verhindern und hatten mit dem in der Rückrunde 1988/89 verpflichteten Uwe Rösler nunmehr einen Sturmpartner für Wuckel in ihren Reihen. Das Duo schoss jeweils elf Tore und lag damit in der Torschützenliste gemeinsam auf Platz 3. Allerdings wären bei Wuckel möglicherweise noch einige Tore hinzugekommen, wenn er nicht durch einen schweren Verkehrsunfall, den er am 26. März 1990 verursachte, für den Rest der Saison ausgefallen wäre. Der Magdeburger, der mit seinem Mitspieler Jens Gerlach in seinem Lada unterwegs war, hatte mit 1,8 Promille Alkohol im Blut einem Lkw die Vorfahrt genommen und erlitt schwere Becken- und Knieverletzungen. Erst am 2. März 1991 kehrte der gelernte Instandhaltungsmechaniker auf den Rasen für ein Punktspiel zurück und absolvierte in der letzten Oberligasaison nochmals vier Spiele für den FCM, in denen er allerdings dreimal nur eingewechselt wurde. Insgesamt kam Wuckel zwischen 1985 und 1991 für den FCM auf 116 Oberligaeinsaätze (47 Tore), zwölf Pokalspiele (neun Treffer) und zwei Europapokalspiele ohne Torerfolg. Da der FCM nicht zuletzt durch Wuckels fehlende Tore und den Weggang seines Sturmpartners Rösler zur Winterpause 1990 nicht die Qualifikation für die 2. Bundesliga erreichte, endete im Sommer 1991 das Kapitel Magdeburg für den damals 24-Jährigen.

#### Im wiedervereinigten Deutschland
Wuckel wechselte im Sommer 1991 zum damaligen Nord-Oberligisten 1. SC Göttingen 05. Bei dem Drittligisten wurde er in 29 von 32 Spielen aufgeboten und schoss dabei 16 Tore. Auf diese Leistung aufmerksam geworden, verpflichte der damalige Zweitligist VfB Oldenburg, wo mittlerweile sein ehemaliger Mitspieler, die Magdeburger Legende Wolfgang Steinbach, spielte, den 26-Jährigen und setzte ihn in der damaligen Mammutsaison in 35 von 46 Spielen ein. Trotz seiner sechs Tore konnte er den Abstieg der Niedersachsen nicht verhindern.
Daraufhin wechselte Wuckel zum ambitionierten Oberligisten Arminia Bielefeld. In zwei Spielzeiten absolvierte er dort 50 von 64 möglichen Spielen und schoss dabei 25 Tore. In der Saison 93/94 half er mit 12 Toren zur Qualifizierung für die neue eingeführte Regionalliga West/Südwest. In der Folgesaison 94/95 gelang den Männern von der Alm der Aufstieg in die 2. Bundesliga, woran Wuckel mit 13 Toren Anteil hatte.
Offensichtlich erhielt Wuckel dann aber keinen neuen Vertrag, denn zur Saison 1995/96 lief er für den Regionalligisten Rot-Weiss Essen auf. Dort gelangen ihm in 24 Spielen sieben Tore, allerdings schied er verletzungsbedingt schon fünf Spieltage vor Saisonende aus. Zwar stiegen auch die Essener in die 2. Bundesliga auf, aber Wuckel erhielt bei den Rot-Weissen keinen neuen Vertrag.
Grund für Wuckels Ausfall war ein Tumor in der Kniekehle, der ihm erst operativ entfernt werden musste. Sein ehemaliger Mitspieler aus Magdeburger Zeiten, Damian Halata, mittlerweile Co-Trainer des damaligen Zweitligisten VfB Leipzig, lotste den vereinslosen 29-Jährigen nach seiner Genesung zur Rückrunde der Saison 1996/97 zu den Messestädtern. Es reichte bei den Sachsen allerdings nur für acht Spiele, in denen er ein Tor erzielte. Die letzten acht Spieltage vor Saisonende musste der ehemalige DDR-Nationalspieler von der Tribüne aus zuschauen. In seiner letzten Saison als Spieler sicherte sich der damalige Regionalligist 1. FC Saarbrücken die Dienste von Wuckel. Bei den Saarländern kam er nochmals zu 23 Einsätzen, stand dabei aber nur in elf Spielen in der Startelf und erzielte vier Tore. Danach musste der 31-Jährige verletzungsbedingt seine Karriere als Sportinvalide beenden. 43 Zweitligaeinsätze (7 Tore), 74 Einsätze in der Regionalliga (24 Tore) und 29 Spiele (16 Treffer) in der Oberliga Nord 1991/92 für den Göttingen 05 komplettieren seine Ligaerfahrungen.

### Auswahleinsätze
Wuckels Talent fiel den Auswahlverantwortlichen schon früh auf. Am 28. September 1982 kam der für den FCM spielende Stürmer in der U-16-Auswahl unter Trainer Walter Fritzsch gegen die U-16 der ČSSR als Einwechsler erstmals zu einem Auswahleinsatz. 16 weitere Einsätze, in denen der Stürmer sieben Tore schoss, sollten bis zum Spätherbst 1983 folgen. Die Mannschaft verpasste allerdings die Qualifikation für die U-16-EM 1984 in der Bundesrepublik.
Wuckel blieb aber weiterhin im Blickfeld der DFV-Trainer. Trotz seines Wechsel zur Juniorenmannschaft der BSG Stahl Brandenburg wurde Wuckel nunmehr in die U-18-Auswahl berufen, die um die Qualifikation für die U-18-EM 1986 in Jugoslawien kämpfte. Zunächst noch unter Trainer Fritzsch, dann unter Eberhard Vogel absolvierte Wuckel in der Saison 1984/85 als BSG-Spieler sieben U-18 Einsätze und schoss dabei ein Tor. Allerdings war er vor dem 1. August 1967 geboren und gehörte damit dem älteren Jahrgang der Qualifikationsmannschaft an. Als sich die für dieses Turnier als U-19 antretende Juniorenauswahl des DFV im Herbst 1986 anschickte, Europameister zu werden, war Wuckel nicht mehr spielberechtigt.
Dafür wurde Wuckel bereits am 26. März 1986 erstmals in einem Spiel der U-21-Nationalmannschaft gegen die U-21 Griechenlands aufgeboten. Die Partie war für den Magdeburger nach einer Roten Karte allerdings schon in der 18. Minute beendet. Insgesamt absolvierte der Magdeburger 14 Einsätze für die DFV-Nachwuchsvertretung, in denen er neun Tore schoss. Sein letzter Einsatz erfolgte am 7. März 1989 auch gegen Griechenland.
Durch seine konstant guten Leistungen im Club (Wuckel gehörte in einer fuwo-Auswertung zur Elf der Hinrunde) und in der U-21 wurde Wuckel im Februar 1987 aufgrund des Ausfalls von Rico Steinmann durch Nationaltrainer Bernd Stange erstmals zu einem Trainingslager der A-Auswahl auf Kreta mitgenommen. Seinen Einstand in der A-Auswahl gab Wuckel am 29. April 1987 in Kiew im EM-Qualifikationsspiel gegen die Sowjetunion, in dem er in der 70. Minute für Jörg Stübner eingewechselt wurde. Dies sollte unter Auswahltrainer Stange sein einziger Nationalmannschaftseinsatz bleiben.
Zuvor war Wuckel bereits am 11. März des gleichen Jahres zu seinem Debüt in der Olympiaauswahl gekommen, in der ihn Auswahltrainer Harro Miller gegen Polen ab der 60. Minute für Hans Richter einsetzte. Es folgten in diesem und im darauffolgenden Jahr 1988 noch acht weitere Einsätze, in denen Wuckel vier Tore erzielte. Nach den Einsätzen in der U-21 und der Olympiavertretung erhielt der bei Stange nicht zuletzt durch seine alkoholbedingten Eskapaden offensichtlich in Ungnade gefallene Magdeburger unter dem neuen Auswahltrainer Manfred Zapf, Mannschaftskapitän der erfolgreichen Magdeburger Europapokalsiegermannschaft von 1974, eine erneute Cance in der A-Auswahl. Ausgerechnet vor heimischer Kulisse und beim vorentscheidenden WM-Qualifikationsspiel im April 1989 gegen die Türkei sollte der 22-Jährige als Einwechsler beim Stand von 0:1 noch die Wende bringen. Das Fachblatt fuwo kommentierte Wuckels Einwechslung folgendermaßen: „Als wir mit ihm den vierten (!) Stürmer brachten, wurden die Fragen nach den konzeptionellen Vorstellungen der Trainer zur Lawine.“
In der Folge bekam Wuckel keinen Einsatz mehr in der kurzlebigen Amtszeit Zapfs. Erst der im Sommer 1989 neu verpflichtete Auswahltrainer Eduard Geyer nominierte Wuckel zu Beginn des Jahres 1990 für eine Reise nach Kuwait. Dort spielte die DDR-Auswahl gegen die Vertretungen Frankreichs und Kuwaits. Gegen Frankreich für Dariusz Wosz noch eingewechselt, spielte Wuckel gegen Kuwait durch und schoss zwei Tore. Es ist davon auszugehen, dass Wuckel danke seiner Leistungen in der Oberliga zu weiteren Auswahleinsätzen in der DDR-Nationalmannschaft gekommen wäre, hätte ihn sein schwerer Autounfall nicht bis nach der Wiedervereinigung außer Gefecht gesetzt. So gingen für den Magdeburger Angreifer vier Einsätze in der A-Auswahl in die Annalen des ostdeutschen Fußballs ein.

## Trainerlaufbahn
Nach einer Ausbildung im Bereich Marketing und Management absolvierte Wuckel erfolgreich den DFB-Lehrgang zum Fußballtrainer. Anschließend war er zwischen 1998 und 2000 Manager, Spielertrainer und Präsident bei seinem Heimverein Blankenburger FV. Der Verein hatte in der Saison 1996/97 ein einjähriges Gastspiel in der Verbandsliga Sachsen-Anhalt gegeben, war aber postwendend wieder abgestiegen. Es folgte in der Saison ein Durchreichen bis in die Landesklasse, bevor unter Trainer Wuckel in der Saison 1999/2000 die Rückkehr in die Landesliga Sachsen-Anhalt gelang. Anschließend trainierte er den ambitionierten Verbandsligisten 1. FC Wernigerode, bei dem er teilweise auch noch als Spieler ausholf. Allerdings musste der Verein aus dem Harz in der Saison 2001/2002 Insolvenz anmelden, und Wuckel verlor dort damit seinen Trainerposten.
Heute trainiert Markus Wuckel Talente in seiner Fußballschule „Doppelpass“ in Boltenhagen. Außerdem ist Wuckel seit 2004 Trainer der ersten Frauenfußballmannschaft von Arminia Bielefeld und führte diese im Jahre 2015 zum Aufstieg in die Regionalliga West und ein Jahr später zum Durchmarsch in die 2. Bundesliga. Wuckel wurde im April 2021 von Arminia Bielefeld entlassen.